# تحلل ضوئي

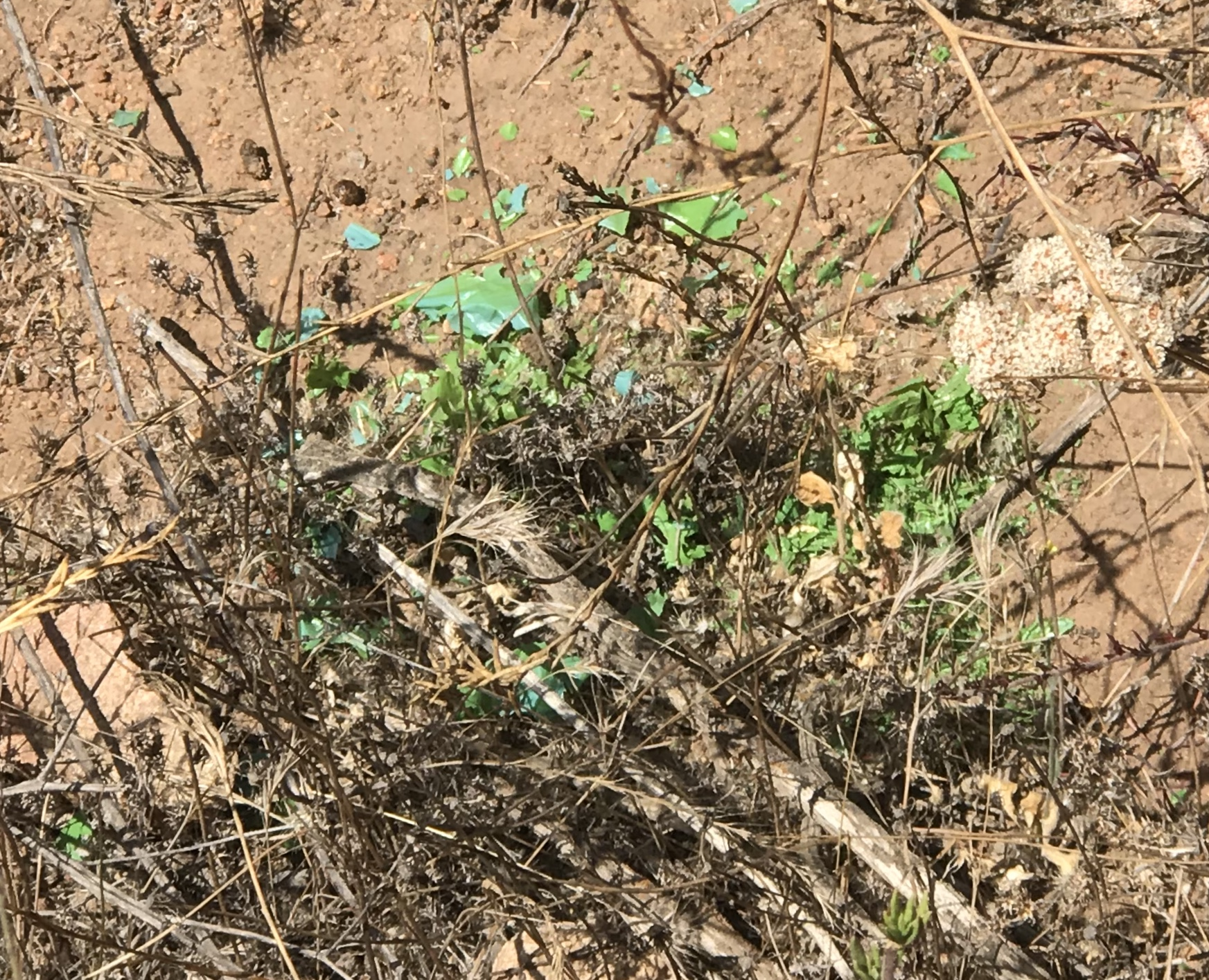

التدرك بالضوء أو التحلل الضوئي (بالإنجليزية: Photodegradation)‏، هو تغيير المعادن والمواد من خلال الضوء. عادة ما يُشير هذا المصطلح إلى العمل المُشترك ما بين أشعة الشمس والهواء. ويتم عادة بالأكسدة والتحلل المائي، يتم تجنب هذه العملية في المتاحف لأنها تُدمر اللوحات والتُحف. كما تُستخدم في عمليات التطهير. لا يشمل المُصطلح التحللات والتغييرات التي تحدث للمواد من خلال الحرارة أو الأشعة تحت الحمراء، ولكنه يشمل جميع الموجات فوق الصوتية الخفيفة وفوق البنفسجية.